# Premio Goya per la miglior fotografia
Il premio Goya per la miglior fotografia (premio Goya a la mejor fotografía) è un premio cinematografico assegnato annualmente dall'Academia de las Artes y las Ciencias Cinematográficas de España a partire dal 1987 al miglior direttore della fotografia di un film di produzione spagnola uscito nelle sale cinematografiche nel corso dell'anno precedente. Questo premio è molto ambito nell'ambito cinematografico e fotografico
Il plurivincitore, con ben sei riconoscimenti, è Javier Aguirresarobe, seguito a quota cinque da José Luis Alcaine.

## Albo d'oro
I vincitori sono indicati in grassetto, a seguire gli altri candidati.

### Anni 1987-1989
- 1987: Teo Escamilla - L'amore stregone (El amor brujo)
  - José Luis Alcaine - La metà del cielo (La mitad del cielo)
  - Hans Burmann - Werther
- 1988: Fernando Arribas - Divine parole (Divinas palabras)
  - Javier Aguirresarobe - Il bosco animato (El bosque animado )
  - Hans Burmann - La russa (La rusa)
- 1989: Carlos Suárez - Remando nel vento (Remando al viento)
  - José Luis Alcaine - Sventura (Malaventura)
  - José Luis Alcaine - Donne sull'orlo di una crisi di nervi (Mujeres al borde de un ataque de nervios)
  - Teo Escamilla - Berlín Blues
  - Teo Escamilla - A peso d'oro (El Dorado)

### Anni 1990-1999
- 1990: José Luis Alcaine - La scimmia è impazzita (El sueño del mono loco)
  - Jaume Peracaula - Il bambino della luna (El niño de la luna)
  - Juan Amorós - Squillace (Esquilache)
  - Teo Escamilla - Montoyas y Tarantos
  - Teo Escamilla - La notte oscura (La noche oscura)
- 1991: Alfredo F. Mayo - Le lettere di Alou (Las cartas de Alou)
  - José Luis Alcaine - Légami! (¡Átame!)
  - José Luis Alcaine - ¡Ay, Carmela!
- 1992: Javier Aguirresarobe - Beltenebros
  - Carlos Suárez - Don Giovanni negli inferni (Don Juan en los infiernos)
  - Hans Burmann - Il re stupito (El rey pasmado)
- 1993: José Luis Alcaine - Belle Époque
  - Alfredo F. Mayo - Il maestro di scherma (El maestro de esgrima)
  - Hans Burman - La scrofa (La marrana)
- 1994: José Luis Alcaine - El pájaro de la felicidad
  - José Luis López-Linares - Madre Gilda (Madregilda)
  - Javier Aguirresarobe - La madre morta (La madre muerta)
- 1995: Manuel Rojas - Canción de cuna
  - Javier Aguirresarobe - Días contados
  - José Luis Alcaine - La passione turca (La pasión turca)
- 1996: Javier Aguirresarobe - Antárdida
  - Flavio Martínez Labiano - Il giorno della bestia
  - Vittorio Storaro - Flamenco
- 1997: Javier Aguirresarobe - Il cane dell'ortolano (El perro del hortelano)
  - José Luis López-Linares - La Celestina
  - José Luis Alcaine - Tranvía a la Malvarrosa
- 1998: Jaume Peracaula - El color de las nubes
  - José Luis Alcaine - En brazos de la mujer madura
  - Patrick Blossier - L'immagine del desiderio (La femme de chambre du Titanic)
- 1999: Juan Antonio Ruiz Anchía - Mararía
  - Raúl Pérez Cubero - El abuelo
  - Javier Aguirresarobe - La niña dei tuoi sogni (La niña de tus ojos)
  - Vittorio Storaro - Tango

### Anni 2000-2009
- 2000: Vittorio Storaro - Goya (Goya en Burdeos)
  - Javier Salmones - La lingua delle farfalle (La lengua de las mariposas)
  - Affonso Beato - Tutto su mia madre (Todo sobre mi madre)
  - Paco Femenia - Volavérunt
- 2001: Raúl Pérez Cubero - You'Re the One - Una Historia de Entonces (Una historia de entonces)
  - José Luis López-Linares - Calle 54
  - Jaume Peracaula - El mar
  - Kiko de la Rica - La comunidad - Intrigo all'ultimo piano (La comunidad)
  - Gonzalo F. Berridi - Plenilunio
- 2002: Javier Aguirresarobe - The Others
  - Xavi Giménez - Intacto
  - Paco Femenía - Giovanna la pazza (Juana la Loca)
  - Kiko de la Rica - Lucía y el sexo
- 2003: José Luis Alcaine - El caballero Don Quijote
  - José Luis López-Linares - El embrujo de Shanghai
  - Raúl Pérez Cubero - Historia de un beso
  - Néstor Calvo Nos miran
- 2004: Javier Aguirresarobe - Soldados de Salamina
  - José Luis Alcaine - Al sur de Granada
  - Paco Femenía - Per amare Carmen (Carmen)
  - Alfredo Mayo - El misterio Galíndez
- 2005: Javier Aguirresarobe - Mare dentro (Mar adentro)
  - José Luis Alcaine - Roma
  - Raúl Pérez Cubero - Tiovivo c. 1950
  - Javier Salmones - I delitti della luna piena (Romasanta)
- 2006: Jose Luis López-Linares - Iberia
  - Javier Aguirresarobe - Obaba
  - José Luis Alcaine - Otros días vendrán
  - Raúl Pérez Cubero - Ninette
- 2007: Guillermo Navarro - Il labirinto del fauno (El laberinto del fauno)
  - David Omedes - Salvador 26 anni contro (Salvador Puig Antich)
  - José Luis Alcaine - Volver
  - Paco Femenía - Il destino di un guerriero (Alatriste)
- 2008: José Luis Alcaine - Le 13 rose (Las 13 rosas)
  - Álvaro Gutiérrez - Bajo las estrellas
  - Ángel Iguacel - Siete mesas de billar francés
  - Carlos Suárez - Oviedo Express
- 2009: Paco Femenía - Sólo quiero caminar
  - Carlos Suárez - La conjura de El Escorial
  - Hans Burmann - Los girasoles ciegos
  - Félix Monti - Sangre de Mayo

### Anni 2010-2019
- 2010: Xavi Giménez - Agora
  - Álex Catalán - After
  - Carles Gusi - Cella 211 (Celda 211)
  - Félix Monti - Il segreto dei suoi occhi (El secreto de sus ojos)
- 2011: Antonio Riestra - Pa negre
  - Kiko de la Rica - Ballata dell'odio e dell'amore (Balada triste de trompeta)
  - Rodrigo Prieto - Biutiful
  - Eduard Grau - Buried - Sepolto (Buried)
- 2012: Juan Antonio Ruiz Anchía - Blackthorn - Sin destino
  - Arnau Valls Colomer - Eva
  - José Luis Alcaine - La pelle che abito (La piel que habito)
  - Unax Mendía - No habrá paz para los malvados
- 2013: Kiko de la Rica - Blancanieves
  - Daniel Vilar - El artista y la modelo
  - Álex Catalán - Grupo 7
  - Óscar Faura - The Impossible (Lo imposible)
- 2014: Pau Esteve Birba - Caníbal
  - Juan Carlos Gómez - 15 años y un día
  - Kiko de la Rica - Las brujas de Zugarramurdi
  - Cristina Trenas, Juan Pinzás e Tote Trenas - New York Shadows
- 2015: Álex Catalán - La isla mínima
  - Alejandro Martínez - Automata (Autómata)
  - Carles Gusi - El Niño
  - Kalo Berridi - Ocho apellidos vascos
- 2016: Miguel Ángel Amoedo - La novia 
  - Josep María Civit - El rey de La Habana
  - Jean-Claude Larrieu - Nadie quiere la noche
  - Álex Catalán - Perfect Day (Un día perfecto)
- 2017: Óscar Faura - Sette minuti dopo la mezzanotte (A Monster Calls)
  - Álex Catalán - 1898: Los últimos de Filipinas
  - José Luis Alcaine - La reina de España
  - Arnau Valls Colome - La vendetta di un uomo tranquillo (Tarde para la ira)
- 2018: Javier Aguirre Erauso - Handia
  - Santiago Racaj - Estate 1993 (Estiu 1993)
  - Jean-Claude Larrieu - La casa dei libri (La librería)
  - Paco Femenía - Oro - La città perduta (Oro)

- 2019: Josu Incháustegui - Gun City (La sombra de la ley)
  - Alejandro de Pablo - Il regno (El reino)
  - Eduard Grau - Quién te cantará
  - Álex Catalán - Yuli - Danza e libertà (Yuli)

### Anni 2020-2029
- 2020: Mauro Herce - O que arde
  - José Luis Alcaine - Dolor y gloria
  - Javier Agirre Erauso - La trinchera infinita
  - Álex Catalán - Mientras dure la guerra